# Czechiaball
Czechiaball или Czechball (рус. Чехияболл / Чехболл / Чехияшар / Чехшар) — второстепенный персонаж Countryballs.

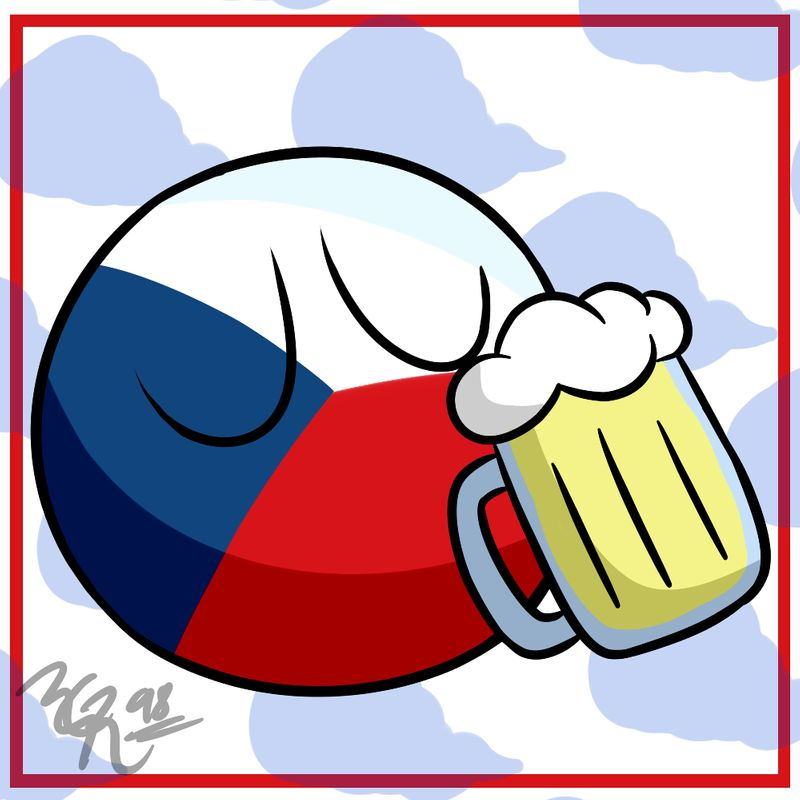
Рисунок Czechiaball с пивом

## Образ
Czechiaball, как и многие другие ответвления Polandball, ориентированные на местное население, использует жанр Countryballs, чтобы акцентировать внимание на общенациональных темах и распространять политические взгляды на события, имеющие геополитическое значение.
В этом ключе один из комиксов перекликается с непоколебимым пренебрежительным подходом Чехии к механизму переселения мигрантов, в соответствии с которым мигранты были изображены в виде «шаров-восьмёрок». Комикс был впервые опубликован в 2017 году в разгар конфликта, который в конечном итоге вылился в официальную жалобу Европейской комиссии против стран Вишеградской группы (кроме Словакии). Тем не менее, оригинальный комикс был быстро удалён, потому что он содержал этническое оскорбление «ниггер», которое обычно относится к темнокожим людям. Позже комикс был повторно загружен в изменённом виде — персонаж Чехии не заканчивает фразу, а последняя панель зачернена и на неё наложена надпись «FaceBan — Хорошего грёбаного дня» (англ. FaceBan — Have a nice fucking day). Ещё позже, в 2018 году, комикс снова появился с явным указанием на самоцензуру, в нём появились квадратные скобки, окружающие «алгоритмически безопасный» термин «афроамериканец».
Также в комиксах поднимаются проблемы чешско-словацких отношений, например в одном из комиксов Czechiaball называет Slovakiaball «нацистом», венгра «дерьмом», а Germanyball — «восточным вермахтом».
Czechiaball может иногда использовать свою реплику Czech is strong! («Чехия стронг!» или «Чехия сильна!») — кальку более популярной польской реплики Polska strong!. В отличие от персонажа Polandball, у Czechiaball не может быть выведен образованный от фразы Polan stronk прямой эквивалент Czek stronk, поскольку у Чехии положение и характер во вселенной Countryballs отличаются от характера Польши.